# Francesco Antonio Pistocchi
Pistocchino, vero nome Francesco Antonio Mamiliano Pistocchi (Palermo, 1659 – Bologna, 13 maggio 1726), è stato un compositore, contraltista e librettista italiano.

## Biografia
Nel 1667, a soli otto anni, pubblicò i Capricci Puerili per clavicembalo e altri strumenti. Nel 1670 divenne cantore di musica sacra a Bologna, nella basilica di San Petronio. Nel 1675 esordì a Ferrara come cantante lirico.
Dal 1686 al 1695 fu cantore alla corte di Parma collaborando con il compositore Giuseppe Corsi. Successivamente fu maestro di cappella per il marchese di Ansbach, e poi a Vienna. Dopo il 1700 tornò a Bologna, dove fondò una scuola di canto che ebbe larga fama. Nel 1702 Ferdinando de' Medici lo nominò virtuoso di camera e di cappella. Fu autore di interessanti opere teatrali, rappresentate anche all'estero, e oratori; ha lasciato anche musica sacra, arie e cantate.

## Opere teatrali
- Il Leandro, dramma per musica su libretto di Camillo Badovero (Venezia, Teatro alle Zattere, 5 maggio 1679, poi Venezia, Teatro San Moisè, 1682, con il titolo Gli amori fatali)
- Il Narciso, pastorale per musica su libretto di Apostolo Zeno (Ansbach, Hoftheater, marzo 1697)
- Le pazzie d'amore e dell'interesse, idea drammatica per musica su libretto del compositore (Ansbach, 16 giugno 1699)
- Le risa di Democrito, trattenimento per musica su libretto di Nicolò Minato (Vienna, 17 febbraio 1700)
- La pace tra l'armi, serenata su libretto del compositore (Ansbach, 5 settembre 1700)
- I rivali generosi, dramma per musica su libretto di Apostolo Zeno, (Reggio Emilia, aprile 1710), composta con Clemente Monari e Giovanni Maria Capelli